# Christoph E. Exler

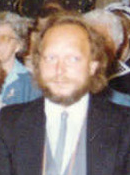
Christoph E. Exler 1990

Christoph Edmond Exler (* 7. Juli 1948 in Wien) ist ein österreichischer Künstler.

## Leben
Christoph Edmond Exler studierte an der Höheren Bundes-Lehr- und Versuchsanstalt für graphische Künste und der Akademie für angewandte Kunst in Wien. Zu seinen Lehrern gehörten die Professoren Ernst und Schwarz, Herbert Tasquil und Wolfgang Hutter. Exler beschickte ab 1973 viele Ausstellungen in Europa und den USA. Auch in Korea und Japan wurden Werke Exlers gezeigt. 1986 erhielt er den Theodor-Körner-Staatspreis für bildende Kunst. Exler, der regelmäßig im Café Hawelka Signierstunden abhält, veranstaltet sei 1989 Symposien in Wien, Kaisersteinbruch und Wagrain. Werke Exlers befinden sich in diversen öffentlichen Sammlungen, darunter der Albertina in Wien, dem Historischen Museum und dem Kulturamt in Wien, dem Niederösterreichischen Landesmuseum, der Österreichischen Nationalbank, dem Kulturamt Villach sowie der Artothek Düsseldorf.